# Révolte de la Palestine de 589 av. J-C
La révolte des royaumes de Juda et de Tyr de 589 av. J-C débute après plusieurs années d'agitations. Contrairement à la révolte précédente, dix ans plus tôt, le royaume de Juda s'est ménagé des alliances dans la région et s'est assuré un véritable soutien égyptien. Cependant, les Babyloniens réagissent l'année suivante et lancent plusieurs offensives dans la région qui rencontrent peu de résistance. Ils assiègent Jérusalem, Lakish et Azéqa. Les Égyptiens apportent de leur côté un soutien aux révoltés mais n'avancent pas au-delà de Gaza. En revanche, il est possible qu'ils se soient assurés de la participation des Phéniciens à la révolte.
Les villes assiégées tombent au cours des années 587 et 586. La plupart sont rasées alors que la lutte se déplace dans les terres phéniciennes. Les tentatives menées par les Égyptiens pour secourir Jérusalem (qui est probablement prise en juillet 587) ont été vaines.
La guerre se déplace alors vers Tyr qui est assiégée pendant treize ans par les Babyloniens probablement à partir de 586 av. J-C après la prise de Jérusalem. Le caractère insulaire de Tyr rend ce siège difficile et la guerre s'achève par une paix de compromis en 573 av. J-C.